# Geyersgraben
Der Geyersgraben ist ein nach Norden gerichteter rechter Zufluss des Gorbitzbachs im Dresdner Südwesten (Stadtbezirk Cotta). Abgesehen vom Oberlauf ist ein großer Teil seines Betts verrohrt/verbaut.
Eine abschnittsweise nahezu parallel verlaufende Straße hieß Am Graben. Nach der Eingemeindung von Nieder- und Obergorbitz nach Dresden wurde diese am 21. Oktober 1921 in Geyersgraben umbenannt.

## Lage
Die Quelle des Geyersgrabens liegt etwa 400 Meter westlich von Altroßthal nahe der nordwestlichen Grenze der Dresdner Gemarkung Roßthal. Im Umfeld der Quelle befindet sich ein aus zwei Becken bestehendes, rund 6000 m³ großes Regenrückhaltebecken der Bundesautobahn 17,:S. 9 die etwa 50 Meter südlich der Quelle von der Kreisstraße 6275 (Saalhausener Straße) überquert wird.
Nach rund 100 Metern verlässt der Bach kurzzeitig das Dresdner Stadtgebiet und fließt auf weiteren 100 Metern durch den östlichsten Zipfel des Freitaler Stadtteils Pesterwitz. Beim erneuten überfließen der Stadtgrenzen erreicht der Geyersgraben die Dresdner Gemarkung Gorbitz. Er nähert sich der rückwärtigen Bebauung der westlichen Seite der Straße Geyersgraben an, streift den Niedergorbitzer Ortskern bei Altgorbitz und mündet etwa 60 Meter nordnordwestlich des Hexenhauses in den Gorbitzbach.
Auf dieser Gefällestrecke schwoll der Geyersgraben bei Unwettern in den Jahren 1953 und 1958 zu einem reißenden Bach an.